# Éguelshardt

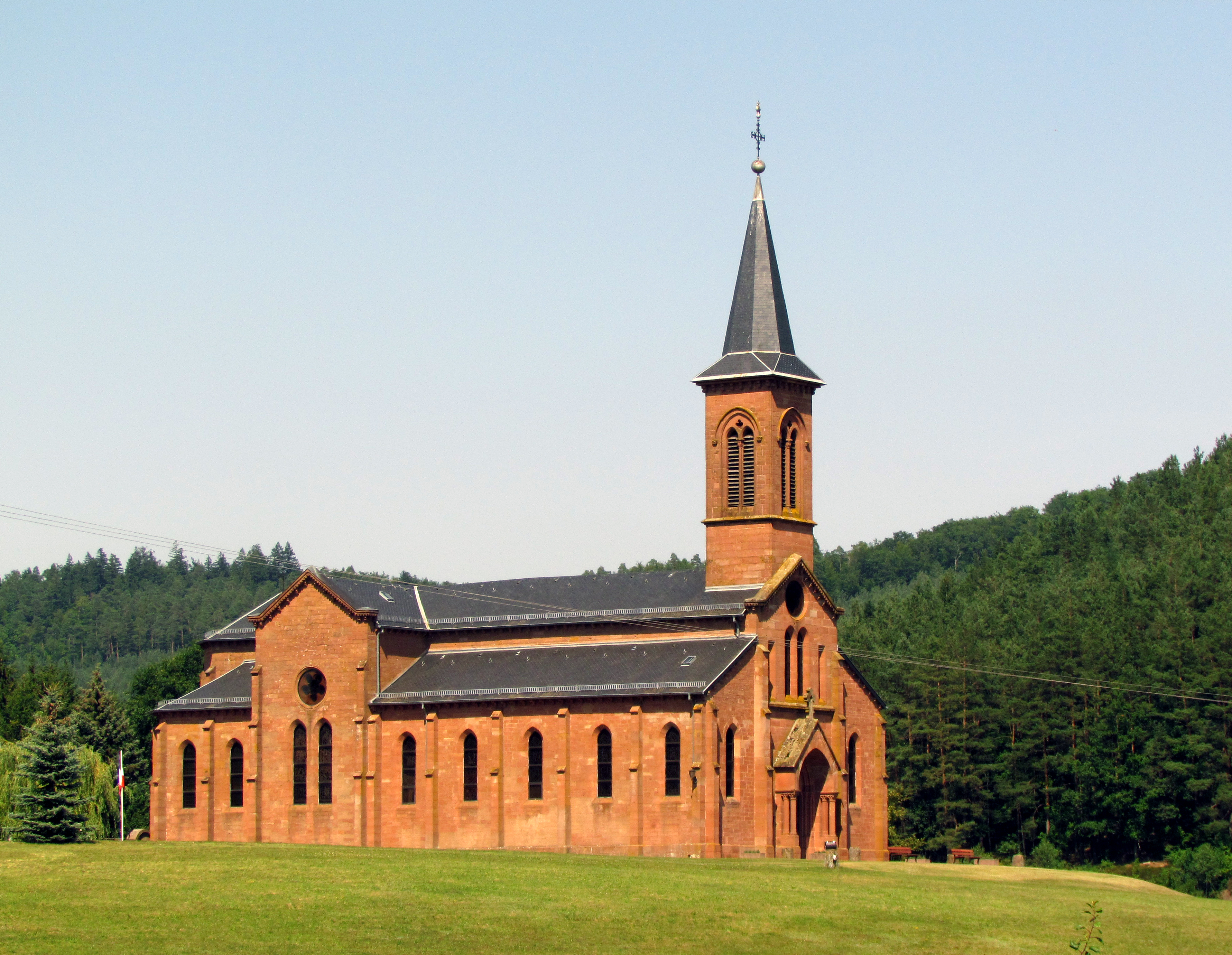
La iglesia de Éguelshardt

Éguelshardt es una comuna francesa situada en el departamento de Mosela, en la región de Gran Este.

## Demografía
| 390 | 355 | 303 | 364 | 371 | 401 | 419 |
| Para los censos de 1962 a 1999 la población legal corresponde a la población sin duplicidades (Fuente: INSEE [Consultar]) |     |     |     |     |     |     |